# BTS, the Best
BTS, the Best (estilizado em letras maiúsculas) é o segundo álbum de compilação em japonês da boy band sul-coreana BTS. Foi lançado em 16 de junho de 2021 pela Big Hit Music e Universal Music. O álbum é uma compilação de seus dois álbuns de estúdio anteriores cantados em língua japonesa, Face Yourself (2018) e Map of the Soul: 7 – The Journey (2020).  
Após o seu lançamento, o álbum foi um sucesso comercial no Japão, alcançando a primeira posição na parada Oricon Albums Chart. O BTS se tornou o primeiro grupo masculino coreano a ultrapassar a marca de 1 milhão de vendas de um álbum no país. O álbum ganhou o Japan Gold Disc Award de 2022.

## Histórico e lançamento
O BTS anunciou o lançamento de uma nova música em japonês, "Film Out" em 16 de fevereiro de 2021. A canção foi escrita pelo membro do BTS, Jungkook em colaboração com Iyori Shimizu, vocalista do poderoso trio de rock japonês Back Number. Está programado para servir como tema de encerramento do filme Signal the Movie Cold Case Investigation Unit (2021). Em 26 de março, a banda lançou o teaser do videoclipe da música e simultaneamente anunciou o lançamento de um novo álbum em japonês, "BTS, the Best". A lista de faixas também foi anunciada simultaneamente. O álbum contém todos os lançamentos japoneses anteriores da banda desde 2017, incluindo seu single em inglês de 2020, "Dynamite" como uma faixa bônus.

## Lista de músicas
Adaptado da Billboard Japan.

#### Disco 1 (CD)
| N.º | Título                                  | Duração |  |
| 1.  | "Film Out"                              |         |  |
| 2.  | "DNA (Versão japonesa)"                 |         |  |
| 3.  | "Best of Me (Versão japonesa)"          |         |  |
| 4.  | "Lights"                                |         |  |
| 5.  | "Blood Sweat & Tears (Versão japonesa)" |         |  |
| 6.  | "Fake Love (Versão japonesa)"           |         |  |
| 7.  | "Black Swan (Versão japonesa)"          |         |  |
| 8.  | "Airplane Pt. 2 (Versão japonesa)"      |         |  |
| 9.  | "Go Go (Versão japonesa)"               |         |  |
| 10. | "Idol (Versão japonesa)"                |         |  |
| 11. | "Dionysus (Versão japonesa)"            |         |  |
| 12. | "Mic Drop (Versão japonesa)"            |         |  |

#### Faixa bônus
| N.º | Título     | Duração |  |
| 13. | "Dynamite" |         |  |

#### Disco 2 (CD)
| N.º | Título                            | Duração |  |
| 1.  | "Boy with Luv (Versão japonesa)"  |         |  |
| 2.  | "Stay Gold"                       |         |  |
| 3.  | "Let Go"                          |         |  |
| 4.  | "Spring Day (Versão japonesa)"    |         |  |
| 5.  | "On (Versão japonesa)"            |         |  |
| 6.  | "Don't Leave Me"                  |         |  |
| 7.  | "Not Today (Versão japonesa)"     |         |  |
| 8.  | "Make It Right (Versão japonesa)" |         |  |
| 9.  | "Your Eyes Tell"                  |         |  |
| 10. | "Crystal Snow"                    |         |  |

#### Disco 3 (Blu-ray / DVD)
| N.º | Título                                              | Duração |  |
| 1.  | "Film out (vídeo de música)"                        |         |  |
| 2.  | "Stay Gold (vídeo de música)"                       |         |  |
| 3.  | "Lights (vídeo de música)"                          |         |  |
| 4.  | "Airplane Pt. 2 (Versão japonesa, videoclipe)"      |         |  |
| 5.  | "Mic Drop (Versão japonesa, videoclipe)"            |         |  |
| 6.  | "Blood Sweat & Tears (Versão japonesa, videoclipe)" |         |  |

#### Disco 4
| N.º | Título                                                                              | Duração |  |
| 1.  | "Making of jacket photos"                                                           |         |  |
| 2.  | "Film Out (making of do videoclipe)"                                                |         |  |
| 3.  | "Stay Gold (making of do videoclipe [edição adicional])"                            |         |  |
| 4.  | "Luzes (making of do videoclipe [Edição Adicional])"                                |         |  |
| 5.  | "Airplane Pt. 2 (versão japonesa, making of do videoclipe [edição adicional])"      |         |  |
| 6.  | "Mic Drop (versão japonesa, making of do videoclipe [edição adicional])"            |         |  |
| 7.  | "Blood Sweat & Tears (versão japonesa, making of do videoclipe [edição adicional])" |         |  |